# کاهش تورم
کاهش تورم یا تورم‌کاهی (به انگلیسی: Disinflation) به کاهشی در نرخ تورم می‌گویند، که باعث کاهش موقت سرعت افزایش قیمت ها می گردد. این کاهش نباید با تورم منفی اشتباه گرفته شود، چون در تورم منفی سطح عمومی قیمت‌ها کاهش می‌یابد، اما در کاهش تورم، افزایش قیمت‌ها همچنان وجود دارد اما از سرعت آن کاسته می‌شود. پس کاهش تورم لزوماً به معنای ارزان‌شدن نیست.
اگر نرخ تورم در ابتدای پدیده کاهش تورم نزدیک به صفر باشد، ممکن است این پدیده در نهایت با تورم منفی همراه شود. متضاد خود تورم، تورم منفی است و متضاد کاهش تورم، افزایش تورم است.

## علت
براساس اقتصاد جریان اصلی، تورم براثر افزایش حجم پول در گردش در کشور، افزایش می‌یابد. اصلی‌ترین دلایل افزایش حجم پول، چاپ اسکناس و ضرب سکه توسط دولت‌ها و همچنین خروج قابل توجه سرمایه پس‌اندازی‌شده از بانک‌ها و رشد نقدینگی است. نرخ تورم همچنین می‌تواند براثر افزایش قابل توجه تقاضای کل، روند صعودی پیدا کند. برای کاهش تورم باید متضاد دلایل افزایش تورم رخ‌دهد؛ برای مثال سرعت ورود پول به بازار کاهش یابد یا یک کسادی یا رکود اقتصادی اتفاق بیفتد.
پس از آرامش شوک‌های قیمتی و کاهش انتظارات تورمی، گاهی اوقات به شکل مقطعی کاهش تورم رخ می‌دهد.

## نتایج
کاهش تورم هم می‌تواند نتایج مثبت به همراه داشته‌باشد و هم نتایج منفی. در شرایطی که همراه تورم پایین، رونق اقتصادی وجود داشته‌است، کاهش بیشتر تورم می‌تواند روند رشد اقتصادی را مختل کند. اما در کشورهای دارای تورم ناسالم و همچنین در شرایط رکود تورمی، کاهش آن به‌طور معمول مفید است اگرچه نتایج منفی کوتاه‌مدت به همراه داشتهٰ‌باشد.

## راهکارها
از راهکارهای دستیابی به کاهش تورم، انضباط پولی و مالی و پیشگیری از تشدید نقدینگی است. یکی از قدم‌های اولیه پیشگیری از افزایش نقدینگی، متوازن کردن میزان هزینه‌ها و درآمدهای یک دولت است. در شرایط ابرتورم، دولت‌ها به راهکارهای شدیدتری مثل ایجاد واحد پول جدید و استفاده از ارز خارجی به جای پول ملی، متوسل می‌شوند.
در شرایطی‌که رکود تورمی وجود دارد، برای کاهش تورم و تحریک رشد اقتصادی می‌توان از راهکارهایی مثل معافیت های مالیاتی، ایجاد انگیزه پس‌انداز و سرمایه‌گذاری و حذف هزینه روندهای اداری استفاده کرد.

## واژگان
1. ↑  Deflation
2. ↑  Inflation
3. ↑  Reinflation